# 特溫萊克斯鎮區 (愛荷華州卡爾霍恩縣)
特温莱克斯鎮區（英語：Twin Lakes Township）是位於美國愛荷華州卡爾霍恩縣的一個行政鎮區。

## 地方資料
根據2010年美國人口普查的數據，特温莱克斯鎮區的面積為95.36平方千米，當中陸地面積為93.42平方千米，而水域面積為1.94平方千米。當地共有人口1434人，而人口密度為每平方千米15.04人。